# Ски алпийски дисциплини на зимните олимпийски игри 1956
Състезанията по ски алпийски дисциплини на зимните олимпийски игри през 1956 г. се провеждат в Кортина д'Ампецо между 27 януари и 3 февруари 1956 г.
Австриецът Тони Зайлер печели всичките три състезания при мъжете, ставайки първият състезател по алпийски ски, спечелил всичките три златни медала в алпийските ски от една олимпиада. 
Състезанията, с изключение на гигантския слалом на мъжете, се провеждат в Тофана, а той се провежда в Монте Фалория. Трасето в Тофана е изградено за олимпийските игри.

## Дисциплини
Всички резултати са с източник официалния доклад на МОК за игрите.

### Гигантски слалом жени
Гигантският слалом на жените се провежда на 27 януари на трасето за спускане Кананоне, но стартът е на 2020 метра и денивелацията е 408 метра. Така дългото 1366 метра трасе завършва на същото място, където и трасето за спускането. Стартират 49 състезателки.
| Място | Име                | Държава                   | Време  | Бележки |
| ----- | ------------------ | ------------------------- | ------ | ------- |
| 01    | Оси Райхерт        | Германия (обединен отбор) | 1:56.5 |         |
| 02    | Йозефине Франдъл   | Австрия                   | +1.3   |         |
| 03    | Доротеа Хохлайтнер | Австрия                   | +1.7   |         |

### Гигантски слалом мъже
Гигантският слалом на мъжете се провежда на 29 януари на Монте Фалория, която може да се достигне от Кортина с лифт. Стартът е на височина 2336 метра, денивелацията е 623 метра, като така трасето завършва на височина от 1713 метра. Стартират 87 състезатели. Победата на Зайлер е с най-голямата разлика в историята на зимните олимпийски игри до този момент.
| Място | Име             | Държава  | Време  | Бележки |
| ----- | --------------- | -------- | ------ | ------- |
| 01    | Тони Зайлер     | Австрия  | 3:00.1 |         |
| 02    | Андерл Молтерер | Австрия  | +6.2   |         |
| 03    | Валтер Шустер   | Австрия  | +7.1   |         |
| 34    | Георги Димитров | България | +28.8  |         |
| 41    | Георги Варошкин | България | +33.8  |         |
| 44    | Петър Ангелов   | България | +39.9  |         |

### Слалом жени
Слаломът на жените се провежда в Тофане на 30 януари на Col Druscié. Денивелацията на трасето е 176 метра и завършва на същото място като трасето за мъжете съвсем малко над Кортина. Цялото трасе се вижда от Кортина. Стартират 48 състезателки.
| Място | Име              | Държава   | Време  | Бележки |
| ----- | ---------------- | --------- | ------ | ------- |
| 01    | Рене Кояр        | Швейцария | 1:52.3 |         |
| 02    | Регина Шьопф     | Австрия   | +3.1   |         |
| 03    | Евгения Сидорова | СССР      | +4.4   |         |

### Слалом мъже
Слаломът на мъжете се провежда в Тофане на 31 януари на Col Druscié. Денивелацията на трасето е 250 метра и завършва на същото място като трасето за жените съвсем малко над Кортина. Цялото трасе се вижда от Кортина. Стартират 89 състезатели. Зайлер записва най-бързото време и в двата манша.
| Място | Име             | Държава  | Време  | Бележки                 |
| ----- | --------------- | -------- | ------ | ----------------------- |
| 01    | Тони Зайлер     | Австрия  | 3:14.7 |                         |
| 02    | Чихару Игая     | Япония   | +4.0   |                         |
| 03    | Стиг Соландер   | Швеция   | +5.5   |                         |
| 13    | Георги Димитров | България |        |                         |
| 32    | Петър Ангелов   | България |        |                         |
|       | Георги Варошкин | България |        | не завършва втория манш |

### Спускане жени
Спускането на жените се провежда на 1 февруари на пистата Каналоне. Стартът е на 2114 метра и с денивелация от 502 метра трасето завършва на височина от 1612 метра и има 20 врати. Цялото трасе се вижда от Кортина. Стартират 47 състезателки. Бертод печели на рождения си ден. С бронзовия си медал Люсил Уийлър става първата канадска скиорка, спечелила олимпийски медал.
| Място | Име           | Държава   | Време  | Бележки |
| ----- | ------------- | --------- | ------ | ------- |
| 01    | Мадлен Бертод | Швейцария | 1:40.7 |         |
| 02    | Фрида Донцер  | Швейцария | +4.7   |         |
| 03    | Люсил Уийлър  | Канада    | +5.3   |         |

### Спускане мъже
Спускането на мъжете се провежда на 3 февруари на пистата в Тофана. Трасето започва на височина от 2282 метра и завършва на височина от 1380 метра, като има дължина от 3461 метра и 15 врати. Цялото трасе се вижда от Кортина. Стартират 75 състезатели.
| Място | Име              | Държава   | Време  | Бележки |
| ----- | ---------------- | --------- | ------ | ------- |
| 01    | Тони Зайлер      | Австрия   | 2:52.2 |         |
| 02    | Раймонд Фелай    | Швейцария | +3.5   |         |
| 03    | Андреас Молтерер | Австрия   | +4.0   |         |
| 18    | Георги Димитров  | България  | +25.9  |         |
| 24    | Георги Варошкин  | България  | +37.8  |         |
| 27    | Петър Ангелов    | България  | +46.3  |         |